# بوبي سيمبسون (لاعب هوكي الجليد)
بوبي سيمبسون هو لاعب هوكي الجليد كندي، ولد في 17 نوفمبر 1956 في كاناواكي في كندا.

## وصلات خارجية
- بوبي سيمبسون على موقع دوري الهوكي الوطني (الإنجليزية)
- بوبي سيمبسون على موقع EliteProspects.com (الإنجليزية)
- بوبي سيمبسون على موقع HockeyDB.com (الإنجليزية)
- بوبي سيمبسون على موقع Hockey-Reference.com (الإنجليزية)